# Club Atlético de Madrid 1986-1987
Questa voce raccoglie le informazioni riguardanti il Club Atlético de Madrid nelle competizioni ufficiali della stagione 1986-1987.

## Stagione
In una stagione condizionata da numerosi cambi alla guida tecnica (all'allenatore Luis Aragonés, dimessosi nel precampionato per motivi di salute, si sostituirono due allenatori), l'Atlético Madrid mancò la qualificazione al playoff valevole per l'accesso alle coppe europee, perdendo lo scontro diretto dell'ultima giornata contro la Real Sociedad. Dopo essersi classificato all'ottavo posto come prima del girone riservato alle squadre di centroclassifica, l'Atlético Madrid giunse alla finale di Coppa nazionale dove fu nuovamente sconfitta dalla Real Sociedad ai rigori. In Coppa UEFA la squadra arrivò sino ai sedicesimi di finale, dove non riuscì a rimontare il 2-0 subìto all'andata contro il Vitória Guimarães.

## Maglie e sponsor
Le divise sono prodotte dalla Puma.
| Manica sinistra · Manica sinistra · Maglietta · Maglietta · Manica destra · Manica destra · Pantaloncini · Calzettoni | Manica sinistra · Maglietta · Manica destra · Pantaloncini · Calzettoni |

## Rosa
La rosa dell'Atlético Madrid nella stagione 1986-1987
| N. |                    | Ruolo | Calciatore               |
| -- | ------------------ | ----- | ------------------------ |
|    | Spagna (bandiera)  | P     | Agustín Elduayen         |
|    | Spagna (bandiera)  | P     | Ángel Jesús Mejías       |
|    | Spagna (bandiera)  | P     | Abel Resino              |
|    | Spagna (bandiera)  | D     | Juan Carlos Arteche      |
|    | Spagna (bandiera)  | D     | Rodolfo Dapena           |
|    | Spagna (bandiera)  | D     | Tomás Reñones            |
|    | Spagna (bandiera)  | D     | Miguel Ángel Ruiz García |
|    | Spagna (bandiera)  | D     | Sergio Morgado           |
|    | Spagna (bandiera)  | D     | Rubén Bilbao             |
|    | Brasile (bandiera) | C     | Alemão                   |
|    | Spagna (bandiera)  | C     | Jesús Landáburu          |

| N. |                    | Ruolo | Calciatore             |
| -- | ------------------ | ----- | ---------------------- |
|    | Spagna (bandiera)  | C     | Paco Llorente          |
|    | Spagna (bandiera)  | C     | Ricardo Ortega Mínguez |
|    | Spagna (bandiera)  | C     | Julio Prieto           |
|    | Spagna (bandiera)  | C     | Quique Ramos           |
|    | Spagna (bandiera)  | C     | Quique Setién          |
|    | Spagna (bandiera)  | C     | Roberto Marina         |
|    | Spagna (bandiera)  | C     | Clemente Villaverde    |
|    | Uruguay (bandiera) | C     | Jorge da Silva         |
|    | Spagna (bandiera)  | C     | Juan José Rubio        |
|    | Spagna (bandiera)  | A     | Julio Salinas          |
|    | Spagna (bandiera)  | A     | Pedro Uralde           |

## Calciomercato

### Sessione estiva
Gli acquisti e le cessioni in stagione.
| Acquisti | Acquisti         | Acquisti         | Acquisti |
| R.       | Nome             | da               | Modalità |
| -------- | ---------------- | ---------------- | -------- |
| P        | Agustín Elduayen | Real Sociedad    |          |
| D        | Rodolfo Dapena   | CD Logroñés      |          |
| C        | Rubén Bilbao     | Racing Santander |          |
| C        | Alemão           | Botafogo         |          |
| A        | Pedro Uralde     | Real Sociedad    |          |
| A        | Julio Salinas    | Athletic Bilbao  |          |

| Cessioni | Cessioni             | Cessioni          | Cessioni |
| R.       | Nome                 | a                 | Modalità |
| -------- | -------------------- | ----------------- | -------- |
| P        | Ubaldo Fillol        | Racing Club       |          |
| D        | Balbino García       | Recreativo Huelva |          |
| D        | Antonio López Habas  | svincolato        |          |
| C        | Pedro Pablo Matesanz | Elche             |          |
| A        | Luis Mario Cabrera   | Cadice            |          |
| A        | Juan Carlos Pedraza  | Cadice            |          |

## Risultati

### Primera División

#### Girone d'andata
| Arbitro: | Raúl García De Loza |

|                   |           |            |
| Marina 71’ (rig.) | Marcatori | 42’ Pineda |

| Arbitro: | Ildefonso Urizar Azpitarte |

|            |           |               |
| Suárez 19’ | Marcatori | 6’ J. Salinas |

| Arbitro: | Tomás Jiménez Moreno |

|                        |           |  |
| Uralde 83’ Mínguez 85’ | Marcatori |  |

| Arbitro: | Joaquín Urío Velázquez |

|                                                                   |           |                                    |
| Orejuela 52’ Higuera 60’ (rig.) L. García 77’ Clemente 85’ (aut.) | Marcatori | 35’ Uralde 54’ Setién 66’ Llorente |

| Arbitro: | Ángel Calvo Córdova |

|                |           |             |
| J. Salinas 33’ | Marcatori | 90’ Almeida |

| Arbitro: | Ildefonso Urizar Azpitarte |

|  |           |                |
|  | Marcatori | 28’ J. Salinas |

| Arbitro: | José Merino González |

|                |           |  |
| J. Salinas 72’ | Marcatori |  |

| Arbitro: | Antonio Martín Navarrete |

|  |           |                          |
|  | Marcatori | 68’ Landáburu 73’ Marina |

| Arbitro: | José María Miguel Pérez |

|                             |           |            |
| J. Salinas 21’ Llorente 57’ | Marcatori | 71’ Pineda |

| Arbitro: | Victoriano Sánchez Arminio |

|                               |           |  |
| Choya 27’ Cholo 50’ Ramón 72’ | Marcatori |  |

| Arbitro: | José María Benavente Garasa |

|           |           |                     |
| Marina 5’ | Marcatori | 78’ (rig.) Calderón |

| Arbitro: | Joaquín Ramos Marcos |

|                                        |           |  |
| Sarabia 41’ Argote 49’ Sarriugarte 84’ | Marcatori |  |

| Arbitro: | Jaime David Bayarri Ribelles |

|            |           |  |
| Uralde 61’ | Marcatori |  |

| Valladolid 16 novembre 1986 14ª giornata | Real Valladolid       | 0 – 0 referto | Atlético Madrid | José Zorrilla\| Arbitro: \| José Donato Pes Pérez \| |
| Arbitro:                                 | José Donato Pes Pérez |               |                 |                                                      |

| Arbitro: | Antonio Taboada Soto |

|                   |           |  |
| Marina 67’ (rig.) | Marcatori |  |

| Arbitro: | José Donato Pes Pérez |

|               |           |             |
| Landáburu 58’ | Marcatori | 59’ Sánchez |

| Arbitro: | Teodoro Valdés Sánchez |

|             |           |                   |
| Calderé 81’ | Marcatori | 42’ (rig.) Marina |

#### Girone di ritorno
| Arbitro: | Antonio Martín Navarrete |

|                 |           |                   |
| Pineda 17’, 71’ | Marcatori | 45’ (rig.) Marina |

| Arbitro: | José Antonio Mazorra Freire |

|  |           |          |
|  | Marcatori | 18’ Abad |

| Arbitro: | Victoriano Sánchez Arminio |

|                          |           |            |
| T. Sánchez 36’ Ibeas 54’ | Marcatori | 84’ Uralde |

| Arbitro: | José María Enríquez Negreira |

|                                  |           |            |
| J. Salinas 42’, 55’ Llorente 90’ | Marcatori | 54’ Hassan |

| Arbitro: | José Francisco Pérez Sánchez |

|                            |           |            |
| Contreras 44’ Saavedra 60’ | Marcatori | 18’ Marina |

| Arbitro: | Miguel Ángel Marín López |

|                       |           |  |
| Uralde 34’ Marina 76’ | Marcatori |  |

| Arbitro: | Felipe Crespo Aurre |

|             |           |                |
| Joaquín 56’ | Marcatori | 37’ J. Salinas |

| Arbitro: | Juan Peraita Ibáñez |

|                   |           |                      |
| Marina 33’ (rig.) | Marcatori | 62’ (rig.) P. Alonso |

| Arbitro: | Antonio Martín Navarrete |

|            |           |  |
| Pineda 58’ | Marcatori |  |

| Arbitro: | Tomás Jiménez Moreno |

|  |           |                    |
|  | Marcatori | 26’ Ruda 34’ Cholo |

| Arbitro: | Raúl García De Loza |

|                          |           |              |
| Calderón 38’ (rig.), 76’ | Marcatori | 20’ da Silva |

| Arbitro: | Miguel Ángel Marín López |

|                            |           |  |
| Mínguez 55’ J. Salinas 76’ | Marcatori |  |

| Arbitro: | José Merino González |

|  |           |            |
|  | Marcatori | 66’ Marina |

| Arbitro: | Felipe Crespo Aurre |

|            |           |  |
| Uralde 47’ | Marcatori |  |

| Arbitro: | José María Enríquez Negreira |

|  |           |                             |
|  | Marcatori | 16’ da Silva 69’ J. Salinas |

| Arbitro: | José Merino González |

|                                               |           |                |
| Sanchís 6’ M. Vázquez 11’, 25’ Butragueño 59’ | Marcatori | 84’ J. Salinas |

| Arbitro: | Victoriano Sánchez Arminio |

|  |           |                                                    |
|  | Marcatori | 19’ Archibald 65’ Carrasco 76’ Calderé 84’ Lineker |

#### Seconda fase
| Arbitro: | José Donato Pes Pérez |

|            |           |                         |
| Mejías 83’ | Marcatori | 12’ da Silva 68’ Uralde |

| Arbitro: | José Luis Pajares Paz |

|                         |           |  |
| Landáburu 18’ Rubio 32’ | Marcatori |  |

| Arbitro: | José María Miguel Pérez |

|               |           |              |
| J. Carlos 32’ | Marcatori | 38’ da Silva |

| Arbitro: | José Gómez Ramírez |

|                            |           |                |
| Mújica 58’ Begiristain 61’ | Marcatori | 64’ J. Salinas |

| Arbitro: | Antonio Taboada Soto |

|                                    |           |                 |
| Alemão 26’ Quique 28’ da Silva 90’ | Marcatori | 12’, 57’ Rincón |

| Arbitro: | Abilio Caetano Bueno |

|                                                      |           |                               |
| J. Salinas 7’ Landáburu 25’, 56’ da Silva 90’ (rig.) | Marcatori | 21’ (rig.) Manolo 34’ Eugenio |

| Arbitro: | Severiano Pérez Sánchez |

|                         |           |                        |
| Francisco 57’ Cholo 59’ | Marcatori | 2’ da Silva 87’ Quique |

| Arbitro: | Miguel Ángel Marín López |

|  |           |          |
|  | Marcatori | 13’ Peña |

| Arbitro: | José Luis Pajares Paz |

|                                                        |           |                        |
| Uralde 17’ J. Salinas 33’, 71’ da Silva 47’ Marina 50’ | Marcatori | 62’ (rig.) Begiristain |

| Arbitro: | Joaquín Urío Velázquez |

|                        |           |                  |
| P. Medina 41’ Gail 90’ | Marcatori | 43’ (rig.) Rubio |

### Coppa del Re
| Arbitro: | José Gómez Ramírez |

|                |           |  |
| J. Salinas 29’ | Marcatori |  |

| Arbitro: | Ángel Calvo Córdova |

|             |           |                                        |
| Vallejo 24’ | Marcatori | 28’ da Silva 43’ J. Salinas 70’ Marina |

| Arbitro: | Juan Andújar Oliver |

|                 |           |  |
| Landáburu 90+1’ | Marcatori |  |

| Arbitro: | Ildefonso Urizar Azpitarte |

|              |           |                              |
| Orejuela 19’ | Marcatori | 9’, 13’ Uralde 40’ Landáburu |

| Arbitro: | José Merino González |

|                                 |           |                       |
| Sánchez 10’, 56’ Butragueño 53’ | Marcatori | 75’ Quique 85’ Marina |

| Arbitro: | José Merino González |

|                       |           |  |
| Uralde 56’ Marina 70’ | Marcatori |  |

| Arbitro: | Joaquín Ramos Marcos |

|                                     |                      |                                 |
| L. Ufarte 9’ Begiristain 36’        | Marcatori            | 24’ da Silva 74’ Rubio          |
| Bakero Mújica Begiristain Larrañaga | Tiri di rigore 4 – 2 | Rubio da Silva Landáburu Quique |

### Coppa UEFA
| Arbitro: | Bruno Galler |

|                        |           |  |
| Uralde 51’ Arteche 56’ | Marcatori |  |

| Arbitro: | Alain Delmer |

|                        |           |                 |
| Neubarth 64’ Meier 82’ | Marcatori | 102’ J. Salinas |

| Arbitro: | Ronald Bridges |

|                                |           |  |
| Cascavel 47’ (rig.) Roldão 89’ | Marcatori |  |

| Arbitro: | Alphonse Costantin |

|                |           |  |
| da Silva 90+4’ | Marcatori |  |

## Statistiche

### Statistiche di squadra
| Competizione     | Punti | Totale | Totale | Totale | Totale | Totale | Totale | DR  |
| Competizione     | Punti | G      | V      | N      | P      | Gf     | Gs     | DR  |
| ---------------- | ----- | ------ | ------ | ------ | ------ | ------ | ------ | --- |
| Primera División | 47    | 44     | 18     | 11     | 15     | 58     | 54     | +4  |
| Coppa del Re     | -     | 7      | 5      | 1      | 1      | 14     | 7      | +7  |
| Coppa UEFA       | -     | 4      | 2      | 0      | 2      | 4      | 4      | 0   |
| Totale           | -     | 55     | 25     | 12     | 18     | 76     | 65     | +11 |